# ۱۲۱۴ (قمری)
۱۲۱۴ (قمری) هزار و دویست و چهاردهمین سال در گاهشماری هجری قمری است. اول محرم این سال برابر با پنجم ژوئن سال ۱۷۹۹ میلادی است.

## زادگان
- ۱۸ ذیحجه - شیخ مرتضی انصاری از علمای شیعه